# L'Orme du Caucase
Pour l’article homonyme, voir Orme du Caucase.
L'Orme du Caucase (人びとシリーズ「けやきのき」, Hitobito Shirīzu : Keyaki no ki, « Série sur les humains : L'Orme du Japon »), est un recueil de huit nouvelles de Jirō Taniguchi adaptées des œuvres de Ryūichirō Utsumi (内海 隆一郎). Elles ont été publiées dans le bimensuel Big Comic au Japon de mai à aout 1993, et édité par Casterman en France en 2004, avec un essai de Ushio Yoshikawa (吉川 潮) en guise de postface.

## Analyse
Taniguchi reprend là les thèmes qui lui sont chers, et notamment celui de l'introspection, des personnages comme du lecteur, ou la création de liens improbables entre les personnages, comme l'arbre de la première nouvelle, ou la petite-fille et son grand-père dans la deuxième.
Des individus tourmentés par leur passé, les relations avec leur famille (Le Parapluie, La Vie de mon frère, Son pays natal) côtoient des amitiés inattendues entre un homme et l'arbre de son jardin (L'Orme du Caucase), des enfants et leur chien (Dans la forêt), deux retraités étrangers l'un à l'autre liés par un banc dans un parc (Les environs du musée)… avec toujours la touche Taniguchi : des histoires mises en images avec beaucoup de talent, de finesse et de subtilité, qui entraînent le lecteur dans la peau des personnages.

## Édition
- française : Casterman (Collection Écritures) (juin 2004)

224 pages
Format : 17 X 24 cm
 (ISBN 2-203-39611-3)

## Autour du livre
En japonais, le keyaki est l'orme du Japon, zelkova serrata ; l'orme du Caucase est une autre variété, le zelkova carpinifolia.
En 2005 en Espagne, ce recueil a reçu le prix Haxtur de la meilleure histoire courte.